# Franca Baratti
Franca Baratti (Castelponzone, 23 novembre 1925 – Cremona, 16 aprile 2018) è stata una pittrice italiana.

## Biografia
A 15 anni si iscrive al Liceo Artistico di Brera, a Milano, dove è allieva di Eva Tea  e, come compagni di studi, frequenta Roberto Crippa, Gianni Dova, Alik Cavaliere. Nel 1946 si iscrive all’Accademia ma non termina gli studi. Nonostante la pittura rappresenti la sua vocazione primaria studierà scultura con Francesco Messina, dal quale imparerà il gusto per la materia e per i volumi. Si sposa nel 1950 e si trasferisce prima a Genova e poi a Savona. Madre di due bambini, continua a coltivare la passione per il disegno e la pittura.
Nel 1965 torna a Cremona e incoraggiata da Eva Tea, Elda Fezzi e Fiamma Vigo, scopritrice di talenti dell’avanguardia e titolare di gallerie d’arte, inizia un’intensa attività espositiva con mostre e personali in Italia e all’estero, affermandosi con successo anche nelle più prestigiose fiere internazionali. 
Negli ultimi anni allestisce anche una piccola galleria nello studio della sua casa di Cremona dedicandosi nel frattempo anche al riordino dell’archivio e della documentazione della sua prolifica attività. Oggi l'archivio è custodito dal figlio Angelo Guarneri.

## Attività
Nel corso della sua lunga attività di pittrice che attraversa, seguendo le novità e i fermenti maturati nel dopoguerra,  tutto il secondo Novecento, lavora non solo a Cremona ma anche, e perlopiù, a Milano. Realizza opere collocate sia nella sua città, nelle sedi della Prefettura e della Camera di Commercio, oggi conservate presso il Museo d'arte moderna e contemporanea dell'Alto Mantovano a Gazoldo degli Ippoliti, nella Galleria Civica di Gallarate, dove troviamo una prima completa ricostruzione dell’attività dell’artista, nelle Civiche Raccolte d'Arte di Busto Arsizio, nel Municipio di Würzburg o, ancora a Cremona,  nel Palazzo Vescovile o nella sede della Fondazione Stauffer. 
La produzione religiosa, ambito particolarmente significativo nella sua attività, conta pale d'altare per le chiese del S. Sepolcro a Milano, di S. Agata a Cremona e a Solarolo Rainerio.  Numerosissime inoltre le sue opere oggi in collezioni private.

## Ciclo per Altichiero
Dal 1977 al 2001, suggestionata dagli affreschi padovani di San Giorgio studiati durante la fase del loro restauro,  realizza alcune fra le sue opere migliori, che confluiranno nel cosiddetto Ciclo per Altichiero ispirato dal pittore trecentesco, che costituisce uno dei risultati più alti della sua carriera. Il ciclo di Altichiero è costituito da dipinti realizzati in quegli anni e ispirati dalla visione e dallo studio del pittore trecentesco. Il risultato di questa fase sono dipinti, tele, ma spesso anche tavole,  a volte anche in grande dimensione, che traducono nel linguaggio materico e simbolico che le è peculiare, l’emozione della memoria e quel sentire religioso che ispirerà le opere più significative dal San Giorgio (1997-1999),  a La spartizione della Tunica (1999) e La tunica (2000), oggi nella pinacoteca di Cremona,  e che culminerà, nel 2001, nell’essenzialità della rappresentazione di opere come I segni della Passione e Il Mistero, sintesi del suo percorso e della sua personale e autonoma concezione artistica e culturale,.

## Donazioni
Del 2001 è la donazione al Museo civico Ala Ponzone di Cremona di 26 opere realizzate nel corso di quasi mezzo secolo oggi collocate nella sezione d'arte contemporanea della Pinacoteca.

## Stile pittorico
I suoi esordi avvengono nella Milano dei primi anni ’60 quando, nel corso degli studi accademici,  condivide suggestioni e influenze, fra gli altri, con Gianni Dova. Subisce la fascinazione delle proposte di “Corrente”,  il movimento che gravitava intorno alla rivista fondata da Ernesto Treccani al tempo espressione di una nuova ricerca formale, legata ad una visione dinamica e materica del colore. 
Dalla fine del decennio sperimenta, in un personale percorso verso l’informale, l’utilizzo di materiali diversi come il cartone, la juta, la plastica, veicolando il valore tattile della materia in composizioni spesso anche di grande respiro. Sviluppa quindi un linguaggio autonomo che parte dalla pennellata impetuosa di un energico espressionismo per accostarsi ad una diversa visione spaziale, esplorando la realtà circostante e mediando gli influssi della calligrafica ironia magrittiana e dell'energia delle contrastate campiture di Mark Rothko. Tra la fine degli anni ’60 e i primi anni ’70 ritorna al figurativo, estrapolando elementi dalla tradizione a corredo di un astrattismo tecnico di stampo geometrico. Indaga il presente tenendo fermo e imprescindibile il nesso con la rievocazione di un passato rivissuto con emozione e incanto. È quindi la rimeditazione delle fonti più antiche, da Pisanello, a Andrea Mantegna, a Piero della Francesca, riscoperto nella lettura di Roberto Longhi, in un percorso a cui non è estranea la lezione, non solo metafisica, di Giorgio de Chirico a delimitare il campo di indagine della sua attività tra gli anni ’70 e ’80. Si assiste al recupero tattile, materico e prospettico, delle radici stesse dell’arte rinascimentale. I volti attoniti, le arcaiche suggestioni della pittura di Altichiero determinano quindi la fase forse più significativa della sua opera, pervasa dalla sacralità del mistero religioso ricondotto alla sua iconica essenzialità. Questo stabilirà l’archetipo per una produzione venata di una certa malinconia, che caratterizza l’ultima fase della sua ricerca stilistica, dove il fascino primordiale del Romanico padano ritorna a dominare la scena

## Opere principali
- Microcosmo proporzionale, 1974, olio su tavola
- Messaggio, 1974, olio e collage su tavola
- Quello che rimane, 1974, tecnica mista su tela
- Ritorno al cosmo, 1974, olio su tavola
- Processo vitale, 1974, olio su tavola
- Quello che rimane, 1974, tecnica mista su tela
- Cattedrale di Piacenza, 1976, olio su tavola
- Portale del Duomo a Cremona, 1980, tecnica mista su tavola
- Omaggio al Mantegna, 1982, tecnica mista su tela
- Omaggio a Pisanello, 1982, tecnica mista su tela
- Omaggio a Piero della Francesca, 1983, tecnica mista su tela
- Cristo deposto, 1984, tecnica mista su tela
- Flagellazione, 1984, tecnica mista su tela
- La cacciata dal Paradiso. Omaggio a Masaccio, 1984, tecnica mista su tela
- Natura morta con case, 1986, tecnica mista su tavola
- Presenza, 1987, tecnica mista su tavola[11]
- Cremona, città d'arte, 1987, tecnica mista su tela
- Battistero, 1988, tecnica mista su tela
- Suggestione Mantegnesca, 1991, tecnica mista su compensato
- Presenza, 1991, tecnica mista su tavola[11]
- Isola di San Giorgio, 1996, tecnica mista su tela
- Agonia, 1999, tecnica mista su tavola
- La spartizione della Tunica, 1999/2000, tecnica mista su tela
- La tunica, 2000, tecnica mista e collage su tavola
- Annunciazione, 2000, tecnica mista su tela* Presentazione al Tempio, 2001, tecnica mista su tela
- Altichiero, 2000, tecnica mista su tavola
- Altichiero, 2001, tecnica mista su tela

## Mostre personali
- Cremona, Circolo Filodrammatici, 1965[12]
- Genova, Galleria "La Contemporanea", 1967;
- Venezia, Galleria "Numero", 1967;
- Firenze, Galleria "Numero", 1968;
- Venezia, Galleria "San Luca", 1968;
- Cremona, Palazzo dell'Arte, 1968;
- Firenze, Galleria "Giorgi", 1971[13];
- Parma, Galleria "La Steccata", 1971[14];
- Torino, Sala Bolaffi, 1973[15];
- Wurzburg, Dauthendey-Saal, Falkenhaus, 1973
- Piacenza, Museo Ricci-Oddi, 1976[16];
- Toronto, Madison Gallery 1977;
- Hamilton (Canada), Università, 1978;
- Milano, Palazzo Bagatti Valsecchi, 1980;
- Milano, Galleria "Prima", 1981;
- Lecco, Museo Civico Palazzo Manzoni, 1981;
- Sondrio, Palazzo della Provincia, 1981;
- Mantova, Casa del Mantegna, 1982;
- Bologna, Galleria "9Colonne", 1983;
- Gazoldo degli Ippoliti (MN), Museo d'Arte Moderna dell'Alto Mantovano, 1990[17];
- Gallarate (VA), Civica Galleria d'Arte Moderna, 1991[18];
- Verona, Galleria "Prisma", 1994;
- Crema, Museo Civico - Sala Pietro da Cemmo, 1995;
- Cannes, "Espace Bellini", 1996;
- Pavia, Art Expo, 1999;
- Verona, Spazio Pisanello - Chiesa di San Fermo, 2001

## Mostre collettive
- Cremona, Mostra Nazionale d'Arte Sacra, 1950;
- Milano, Collettiva alla Società per le Belle Arti ed Esposizione Permanente, 1966;
- Milano, Collettiva alla Società per le Belle Arti ed Esposizione Permanente, 1967;
- Milano, Premio Vergani, "mostra del bianco e nero", 1967;
- Milano, Omaggio dell'Arte italiana al dolore innocente", Pro Juventute (Don Gnocchi), Palazzo Reale, 1968;
- Milano, Collettiva alla Società per le Belle Arti ed Esposizione Permanente, 1968;
- Milano, Premio "Europa '70", 1970;
- Dubrovnik, I Biennale Europea d'Arte Contemporanea, 1970
- Napoli, I Triennale Nazionale "Mario Sironi", 1970;
- Delfi, II Biennale Europea, 1972;
- Madrid, Mostra Internazionale di Primavera, 1972;
- Londra, Rassegna Pittura Italiana Contemporanea, 1972;
- Verona, "Premio "Arena d'Oro", 1972;
- Pireo (Atene), II Biennale Europea, 1972;
- Cremona, VII Mostra Sociale ADAFA, 1973;
- Parigi, Salon International d'Art Moderne, 1974;
- Bruxelles, Salon International d'Art Actuelle, 1974;
- Dusserdorf, Internationaler Markt fur Aktuelle Kunst, 1974;
- Brescia, "Premio Moretto", 1974;
- Montecarlo, III Biennale Europea, 1974;
- Milano-Monaco di Baviera, "Presenze all'Estero", 1976;
- Londra, International Contemporary Art Fair, 1984;
- Basilea, Internationale Kunstmesse, 1984;
- Bergamo, B.I.D.Art-Rassegna Biennale d'Arte Contemporanea, 1988;
- Cremona, II Biennale d'Arte Padana, 1991;
- Gabrovo (Bulgaria), I Biennale Internazionale d'Arte, 1993;
- Madrid, Italian Art in Spain, 1993;
- Cremona, III Biennale d'Arte Padana, 1993;
- Cracovia, Triennale dell'Incisione, 1994;
- Firenze, "Premio Italia per le arti visive", 1994;
- La Valletta, First International Art "Biennale of Malta", 1995